# 糸魚川靜岡構造線

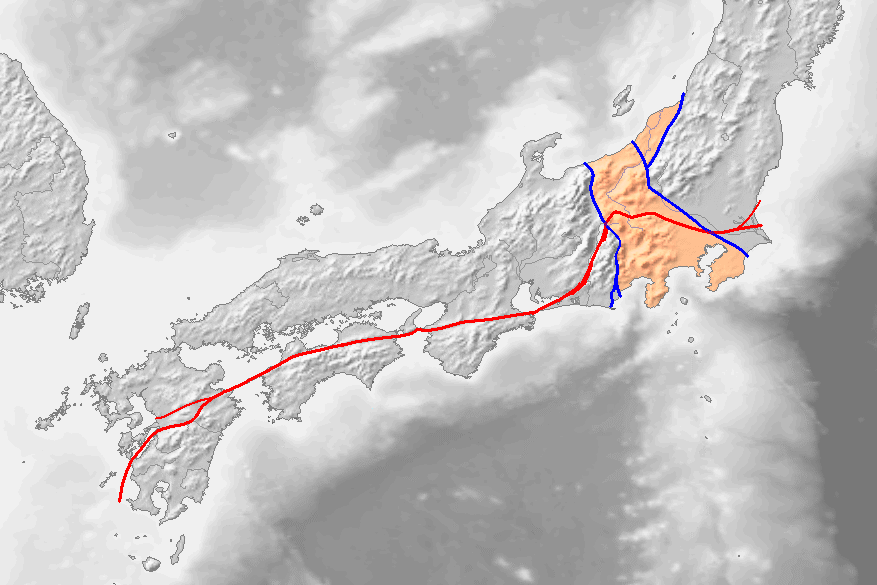
██ 左側的蓝線是糸魚川靜岡構造線
糸魚川靜岡構造線（日语：／ Itoigawa Shizuoka Kōzōsen，ISTL），簡稱糸靜線（糸静線），是位於日本本州的大斷層線，從親不知（新潟縣糸魚川市）通過諏訪湖至安倍川（靜岡縣靜岡市）。

## 名稱
1918年，由東北帝國大學（現東北大學）的地質學及古生物學者矢部長克命名。
經常和中央地溝帶混同，但是糸魚川靜岡構造線是「中央地溝帶的西緣」，非「中央地溝帶」。中央地溝帶是糸靜線往東的廣大地溝帶，是「面」而非「線」。

## 地理特征
糸鱼川静冈构造线（以下简称“糸静线”）的西侧是日本阿尔卑斯山脉，沿线有飞驒山脉、赤石山脉等天险。而地质及生态系统也因糸静线分割而有较大的区别，而形成东北日本和西南日本。糸静线沿线的主要山地有白马岳、乘鞍岳上高地、赤石岳及身延山等。而在地堑部形成的湖主要有仁科三湖（青木湖、中网湖、木崎湖）及诹访湖。
日本海一侧的东西分界线位于新潟县与富山县交界处的亲不知，内陆一侧的东西分界线位于诹访湖。而太平洋一侧的的界限大致位于静冈县静冈市，可能穿过安倍川上中游东侧山地，也可能位于薩埵峠，大崩海岸附近，但并不在富士川一侧。
于山梨县早川町新仓有糸静线的逆断层的露头，2001年，“新仓之糸鱼川-静冈构造线”被指定为国之天然记念物。2007年，糸鱼川和早川的糸鱼川静冈构造线被选定为日本地质百选（“糸鱼川-静冈构造线（糸鱼川）”和“糸鱼川-静冈构造线（早川）”）。
关于此处亦有“欧亚板块与北美板块分界线”一说，且关于其碰撞样式亦有不同见解。

## 生物分布
该处生物，在分布及特征性质上有东北-西南的差异，但并未有诸如生物华莱士线般严格的区别。
例如，
川鯥鱼——分布于能登半岛-天龙川水系以西的本州、四国、九州。
源氏萤——通过比较个体的发光周期，大致以糸静线为界分为西日本型（短周期型，2秒型）和东日本型（长周期型，4秒型）。

## 電源頻率

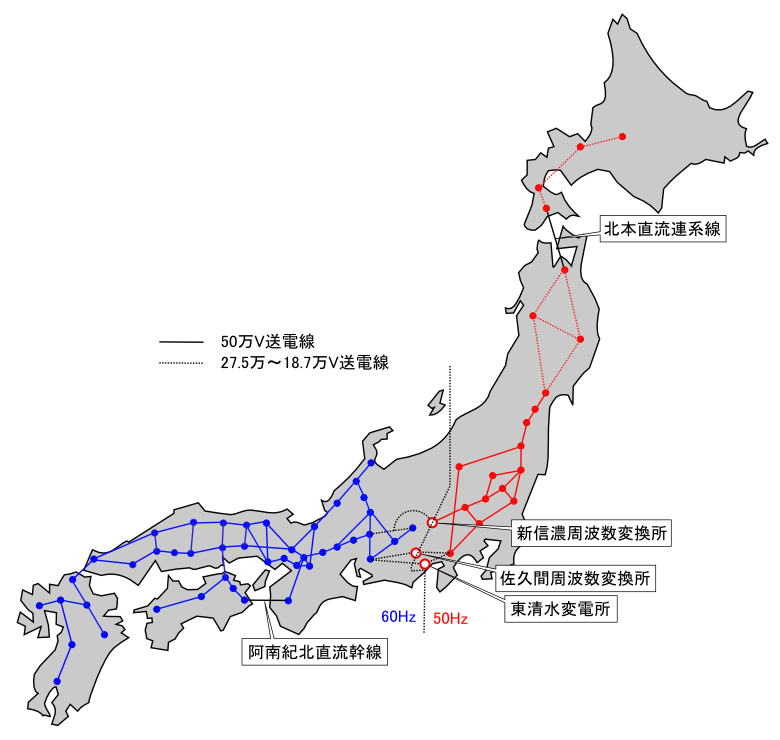
日本电网及工频分布略图

日本在十九世紀末分別自美國奇異公司（GE）與德國AEG公司引進發電機，因此大致以糸静线為分界，以東電源頻率為歐規的50Hz、以西為美規的60Hz。為了使東西兩不同頻率的電網可互通，在靜岡縣濱松市（佐久间频率转换所）、靜岡市（東清水變電所）與長野縣東筑摩郡（新信濃變電所）三個地方設有可轉換電源頻率的變電所。

## 關連項目
- 中央地溝帶
- 中央構造線
- 北美板塊 - 歐亞大陸板塊
- 駿河海槽 - 駿河灣 - 姫川
- 東日本 - 西日本
- 地質・鑛物天然記念物一覽
- 日本地質百選

## 外部連結
- 關於中央地溝帶之基礎知識 （页面存档备份，存于）（フォッサマグナミュージアム）
- 國指定文化財 データベース （页面存档备份，存于）（文化廳）